# John Cazale
Pour les articles homonymes, voir Cazale.
John Cazale est un acteur américain né le 12 août 1935 à Revere (Massachusetts) et mort le 13 mars 1978 à New York.
Acteur reconnu pour son jeu subtil et fin[réf. nécessaire], il n'obtient toutefois le succès que tardivement. Malgré une courte carrière cinématographique, les cinq films dans lesquels il a tourné ont été nommés à l'Oscar du meilleur film. Compagnon de l'actrice Meryl Streep, il reste surtout connu pour le rôle de Fredo Corleone dans la série de films Le Parrain.

## Biographie

### Jeunesse et études
John Cazale naît le 12 août 1935 à Revere (Massachusetts) de John Cazale, d'origine sicilienne, et Cecilia Howard. Il a une sœur aînée, Catherine, et un jeune frère, Stephen. Il grandit à Winchester puis effectue ses études secondaires à la Buxton School de Williamstown dont il intègre la troupe théâtrale. Il poursuit sa formation à l'Oberlin College puis à l'université de Boston où il étudie avec Peter Kass.

### Carrière
Il commence sa carrière au théâtre en 1959, apparaissant au Charles Playhouse de Boston dans Hotel Paradiso d'après Georges Feydeau et Our Town de Thornton Wilder. Il s'installe ensuite à New York où il se produit avec l'Equity Library Theatre. 
Il travaille en parallèle pour subvenir à ses besoins comme photographe, chauffeur de taxi puis pour Standard Oil. C'est là qu'il fait la connaissance d'un autre apprenti-comédien, Al Pacino. En 1966, ils sont tous les deux engagés pour créer L'Indien cherche le Bronx (en) d'Israel Horovitz à l'Eugene O'Neill Theater Center de Waterford (Connecticut). La reprise de la pièce en 1968 à l'Astor Place Theatre de New York leur vaut à chacun un Obie Award : meilleur acteur pour Pacino et meilleure interprétation pour Cazale dans L'Indien cherche le Bronx et Line du même auteur. 
Il joue son seul rôle à la télévision dans un épisode de la série NYPD (en) avant de rejoindre en 1969 la troupe du Long Wharf Theatre de New Haven avec laquelle il joue trois saisons durant dans des pièces telles que Tartuffe de Molière, Les Estivants de Maxime Gorki, Le marchand de glace est passé d'Eugene O'Neill et Un tramway nommé Désir de Tennessee Williams. Il reprend son rôle dans Line en 1971 au Theatre de Lys (en) de New York aux côtés de Richard Dreyfuss. Il est alors repéré par le directeur de casting Fred Roos qui le suggère à Francis Ford Coppola pour le rôle de Fredo Corleone dans Le Parrain.
L'immense succès au box-office apporte du jour au lendemain la célébrité à Cazale. Impressionné par les talents de l'acteur, Coppola écrit pour lui le rôle de Stan dans son film suivant, Conversation secrète (1974), dans lequel il donne la réplique à Gene Hackman. La même année, il est à nouveau Fredo Corleone dans Le Parrain, 2e partie. Il retrouve Al Pacino dans Un après-midi de chien (1975) de Sidney Lumet qui lui vaut une nomination au Golden Globe du meilleur acteur dans un second rôle.
Il n'en délaisse pas pour autant le théâtre. Toujours aux côtés de Pacino, il joue en 1975 dans La Résistible Ascension d'Arturo Ui de Bertolt Brecht au Charles Playhouse puis, l'année suivante, dans The Local Stigmatic de Heathcote Williams au Public Theater, deux productions montées dans le cadre du New York Shakespeare Festival. Quelques mois plus tard, il fait la connaissance sur la production de Mesure pour mesure de Shakespeare au Delacorte Theater de Central Park d'une jeune diplômée de la Yale School of Drama (en), Meryl Streep. Le coup de foudre est immédiat et ils s'installent ensemble.
Lors des avant-premières d'Agamemnon d'après Eschyle au Vivian Beaumont Theater en avril 1977, il tombe malade et doit être remplacé. Les médecins lui diagnostiquent un cancer du poumon dû au tabagisme et métastasé aux os. Malgré cela, il entame le tournage de Voyage au bout de l'enfer aux côtés de Meryl Streep, Robert De Niro et Christopher Walken. Le réalisateur Michael Cimino réarrange le planning afin de tourner ses scènes en premier. Quand les producteurs apprennent sa situation, ils souhaitent le remplacer mais Meryl Streep menace de quitter le tournage. Les assureurs ayant de leur côté refusé de couvrir les risques, c'est Robert de Niro qui s'acquitte des frais. 
Cazale parvient à mener au bout son travail mais meurt avant la fin du tournage, le 13 mars 1978, à l'âge de 42 ans. Il est enterré au Holy Cross Cemetery de Malden dans le Massachusetts.
Francis Ford Coppola lui rend hommage dans Le Parrain, 3e partie (1990) en incluant des images d'archives de son personnage.

## Théâtre
- 1959 : Hotel Paradiso d'après Georges Feydeau, Charles Playhouse de Boston
- 1959 : Our Town de Thornton Wilder, Charles Playhouse de Boston
- 1961 : Paths of Glory de Sidney Howard avec l'Equity Library Theatre
- 1962 : J.B. d'Archibald MacLeish avec l'Equity Library Theatre, Master Theater
- 1965 : The Sign in Sidney Brustein's Window de Lorraine Hansberry, tournée
- 1966 : L'Indien cherche le Bronx (en) d'Israel Horovitz, Eugene O'Neill Theater Center (Waterford) - création
- 1968 : L'Indien dans le Bronx d'Israel Horovitz, Astor Place Theatre (janvier-juillet), et Line du même auteur, La MaMa[11]
- 1969 : Tartuffe d'après Molière et Tango de Slawomir, Long Wharf Theatre (New Haven)
- 1970 : Country People et Yegor Boulitchov d'après Maxime Gorki, Black Comedy et The White Liars de Peter Shaffer, Spoon River Anthology d'Edgar Lee Masters, A Thousand Clowns d'Herb Gardner, The Skin of Our Teeth de Thornton Wilder, Long Wharf Theatre
- 1971 : She Stoops To Conquer d'Oliver Goldsmith, You Can't Take It With You de George S. Kaufman et Moss Hart, The Contractor de David Storey, Un tramway nommé Désir de Tennessee Williams, Long Wharf Theatre
- 1971 : Line d'Israel Horovitz, Theatre de Lys (en) : Dolan
- 1972 : The Way of the World de William Congreve, Le marchand de glace est passé d'Eugene O'Neill, Long Wharf Theatre
- 1975 : La Résistible Ascension d'Arturo Ui de Bertolt Brecht, Charles Playhouse, New York Shakespeare Festival
- 1976 : The Local Stigmatic de Heathcote Williams, Public Theater, New York Shakespeare Festival
- 1976 : Mesure pour mesure de William Shakespeare, mise en scène John Pasquin, Delacorte Theater (29 juin-29 août) : Angelo[11]
- 1977 : Agamemnon d'après Eschyle, Vivian Beaumont Theater : Agamemnon / Égisthe

## Filmographie

### Cinéma
- 1962 : The American Way, court métrage de Marvin Starkman: Beatnik
- 1972 : Le Parrain (The Godfather) de Francis Ford Coppola: Fredo Corleone
- 1974 : Conversation secrète (The Conversation) de Francis Ford Coppola : Stan
- 1974 : Le Parrain, 2e partie (The Godfather: Part II) de Francis Ford Coppola : Fredo Corleone
- 1975 : Un après-midi de chien (Dog Day Afternoon) de Sidney Lumet : Salvatore « Sal »
- 1978 : Voyage au bout de l'enfer (The Deer Hunter) de Michael Cimino : Stanley « Stosh »

Images d'archives :
- 1977 : Le Parrain, mini-série de Francis Ford Coppola : Fredo Corleone
- 1990 :  Le Parrain, 3e partie de Francis Ford Coppola : Fredo Corleone
- 1992 : The Godfather Trilogy: 1901-1980 (vidéo) : Frederico « Fredo » Corleone

### Télévision
- 1968 : NYPD (en), épisode The Peep Freak de David Pressman : Tom Andrews

## Distinctions

### Récompenses
- Obie Awards 1968 : Meilleure interprétation pour ses rôles dans L'Indien cherche le Bronx et Line

### Nominations
- Golden Globes 1976 : Golden Globe du meilleur acteur dans un second rôle pour Un après-midi de chien

## Voix françaises
| - Francis Lax dans : - Le Parrain (1er doublage) - Le Parrain, 2e partie (1er doublage) - Le Parrain (version télévisée) - Arnaud Arbessier dans : - Le Parrain (2e doublage) - Le Parrain, 2e partie (2e doublage) | et aussi : - Jacques Ciron dans Conversation secrète (1er doublage) - Maurice Sarfati dans Un après-midi de chien - Patrick Préjean dans Voyage au bout de l'enfer |